# La croce dalle sette pietre
La croce dalle sette pietre ist ein italienischer Horrorfilm aus dem Jahr 1987, den Marco Antonio Andolfi unter dem Namen Eddy Endolf inszenierte und in dem er auch die Hauptrolle eines Werwolfs spielte. Der Film fand keinen deutschsprachigen Verleih. Er wird allgemein als Trashfilm angesehen.

## Handlung
Eine satanische Sado-Maso-Sekte unter Leitung eines Hohepriesters erweckt einen schrecklichen Dämon. Auf dem Bahnhof Neapel kommt der junge Marco an, dem sein juwelenbesetztes Kreuz, das ihn bislang vor dem Bösen schützte, geraubt wird. Mit der Hilfe seiner weiblichen Discobekanntschaft Maria macht er sich auf die Suche nach seinem Kreuz, verwandelt sich jedoch bald in einen Werwolf. Er kommt in dieser Rolle in Konflikt mit der Unterwelt der Stadt. Die Liebe seiner Freundin kann ihn retten.

## Kritik
„Amateurhafte Produktion mit entsprechenden Effekten; langsam und ohne Rhythmus, aber so bizarr, dass der Film schon wieder höchst unterhaltsam ist“, schreiben mymovies.

## Bemerkungen
Der Film war trotz seiner offensichtlichen Billigkeit in Japan, China, Indien und Argentinien ein großer Erfolg.